# Rogério Buratti
Rogério Tadeu Buratti (São Paulo, 10 de fevereiro de 1963) é um administrador, advogado e contador brasileiro, pós-graduado em Finanças e Controladoria e especializado em comunicação política e marketing eleitoral, tendo trabalhado em campanhas em países de toda a América Latina. 
Rogério teve participação política ativa como partidário do PT, e obteve notoriedade nacional após ter sido assessor do ex-ministro Antonio Palocci.

## Biografia

### Carreira profissional
Foi sócio e diretor da Assessoarte, empresa que atua na organização de concursos públicos no interior de São Paulo, e executivo de empresas na área de limpeza urbana, concessionária de rodovias e construtoras. Foi proprietário de uma empresa de roupas de Belo Horizonte e atuou como advogado autônomo naquela cidade. Consultor de empresas, prestou consultoria a confecções de Belo Horizonte e a algumas empresas que atuam em comércio exterior no Paraguai e na China.
Foi executivo do Grupo Leão & Leão, tendo criado e presidente da LimpLeão, empresa especializada na coleta de lixo. Foi também vice-presidente do Grupo. Atuou no processo de concessão de rodovias, tendo sido secretário do conselho de Administração da Triângulo do Sol Autoestradas S.A. 
Atua em marketing eleitoral, trabalhou na coordenação da campanha presidencial de El Salvador que elegeu o atual Presidente daquele País, Salvador Sanches Ceren (2014). Regressou a El Salvador em dezembro de 2014 onde coordenou a campanha em 12 cidades, obtendo vitória em 7 delas. 
Participou de campanhas eleitorais no Haiti e Venezuela. Coordenou equipe de comunicação para difusão dos Acordos de Paz do Governo Colombiano com as FARC-EP, no período de 2016 a 2018, tendo acompanhado os principais eventos da desmobilização da antiga Guerrilha. 
Ainda na Colombia foi produtor de uma WebSérie e participou da campanha eleitoral para o Congresso da República e nas eleições presidenciais de 2018.
Atuou em campanhas de Deputado Federal, Estadual, Prefeitos e Vereadores nos anos de 2016, 2020, 2022 e 2024. 
A partir de 2019 tornou-se especialista na produção de Cogumelos, tendo realizado cursos na Universidade Federal de Viçosa. Implantou e gerencia um projeto que produz hoje 10 toneladas de cogumelo shitake e shimeji, na cidade de Araçoiaba da Serra, SP.
Exerce também atividade como Advogado e Administrador de Empresas, na cidade de Sorocaba e Araçoiaba da Serra, SP.

### Na vida pública

#### Ingresso e funções partidárias
Rogério foi um dos fundadores do PT em Osasco em fevereiro de 1980 ao lado de políticos como João Paulo Cunha e outros, tendo sido dirigente do PT por vários anos além de secretário partidário de organização no interior de São Paulo bem como o responsável pela criação do atual modelo de organização partidária por macrorregiões[carece de fontes?].

#### Outras funções ao longo dos anos
Foi chefe de gabinete da liderança do PT na ALESP. Em 1987, foi um assessor do então deputado estadual José Dirceu na ALESP durante a gestão estadual de Orestes Quércia. Na primeira gestão de Palocci na prefeitura de Ribeirão Preto, foi o secretário de governo e membro do Conselho de Adminstração da Coderp, Cohab e Transerp em 1994.

#### EmBrasília
Em 1995, foi um assessor parlamentar do deputado federal João Paulo Cunha (PT-SP). 